# 圣阿涅丝 (汝拉省)
圣阿涅丝（法語：Sainte-Agnès，發音：[sɛ̃t aɲɛs]）是法国汝拉省的一个市镇，位于该省西部偏南，属于隆斯勒索涅区。

## 地理
圣阿涅丝（46°36'29"N, 5°28'24"E）面积4.08 平方千米，位于法国勃艮第-弗朗什-孔泰大區汝拉省，该省份为法国东部内陆省份，北起上索恩省，西北接科多尔省，西临索恩-卢瓦尔省，南至安省，东与杜省和瑞士接壤。
与圣阿涅丝接壤的市镇（或旧市镇、城区）包括：瑟桑塞、瓦勒索内特、特勒纳勒。
圣阿涅丝的时区为UTC+01:00、UTC+02:00（夏令时）。

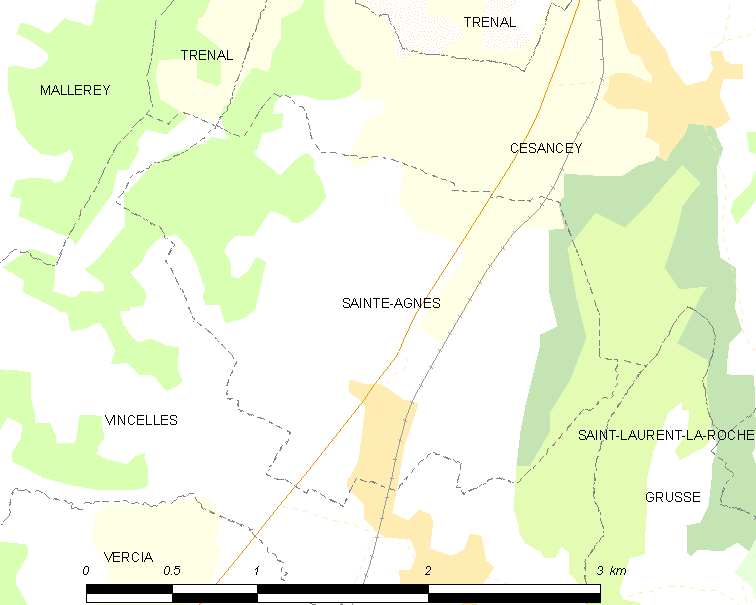
圣阿涅丝的OSM定位图

## 行政
圣阿涅丝的邮政编码为39190，INSEE市镇编码为39474。

## 政治
圣阿涅丝所属的省级选区为圣阿穆尔县。

## 人口

1962-2008年间圣阿涅丝人口变化图示

圣阿涅丝于2022年1月1日时的人口数量为364人。